# Đại học Nam California
Đại học Nam California (tiếng Anh: University of Southern California, viết tắt USC) là một viện đại học nghiên cứu tư thục tại Los Angeles, California, Hoa Kỳ. USC được thành lập vào năm 1880, là cơ sở giáo dục đại học lâu đời nhất California.
Trong năm học 2018-2019, trường đã có 20.000 sinh viên theo học các chương trình đại học hệ bốn năm. USC cũng có 27.500 sinh viên tốt nghiệp và chuyên nghiệp trong một số chương trình khác nhau, bao gồm kinh doanh, luật pháp, kỹ thuật, công tác xã hội, trị liệu, dược và y học. USC cũng là tổ chức tư nhân lớn nhất ở thành phố Los Angeles và tạo ra 8 tỷ đô la ảnh hưởng kinh tế cho Los Angeles và bang California. Với hơn 66.000 hồ sơ ứng tuyển vào năm 2019, quá trình tuyển sinh của USC được xem là có tính cạnh tranh cao với tỉ lệ trúng tuyển chỉ 11%.
USC là một trong những nút đầu tiên của mạng ARPANET và là nơi khai sinh của Hệ thống phân giải tên miền Internet. Các công nghệ khác được phát minh tại USC bao gồm điện toán DNA, lập trình động, nén hình ảnh, VoIP và phần mềm chống vi-rút.
Các cựu sinh viên và giảng viên của USC bao gồm 11 học giả Rhodes, 12 học giả Marshall, 9 người đoạt giải Nobel, 12 phi hành gia (bao gồm Neil Armstrong, người đầu tiên đặt chân lên Mặt trăng), 9 nguyên thủ quốc gia, 6 nghiên cứu sinh MacArthur và một người chiến thắng giải thưởng Turing. Năm 2021, USC được tạp chí Forbes đánh giá thuộc top 7 trường có cựu sinh viên là tỷ phú nhiều nhất thế giới. Trường cũng có số lượng sinh viên giành Giải thưởng Viện Hàn lâm Oscar nhiều nhất trên thế giới.
Hiện USC là trường đại học tốt thứ 25 tại Mỹ, theo xếp hạng của US News & World Reports.

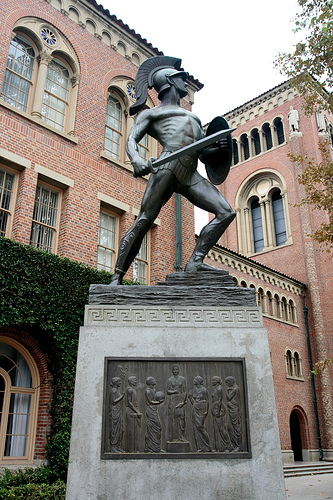
"Tommy Trojan" là một biểu tượng chính của trường đại học, mặc dù nó không phải là linh vật.

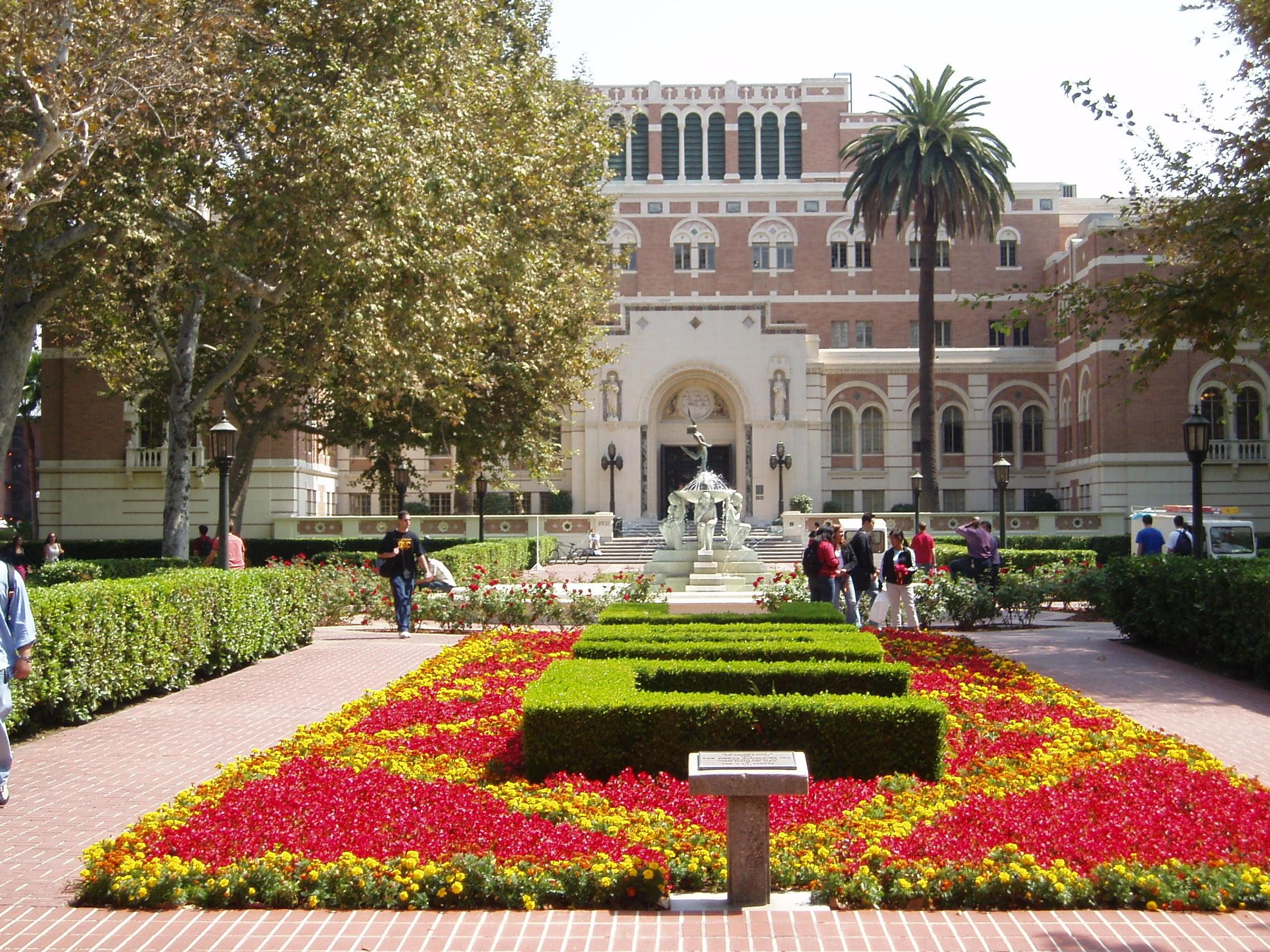
Thư viện Doheny

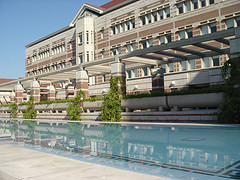
Thư viện Leavey, được hoàn thành vào giữa những năm 1990, đã phản ánh một sự thay đổi trong các thiết kế gần với kiến trúc Romanesque trước đó.

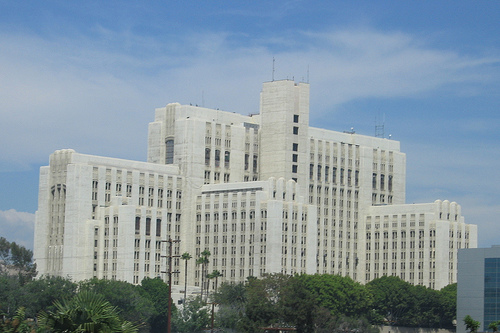
Trung tâm y tế Los Angeles County-USC ban đầu

## Học thuật

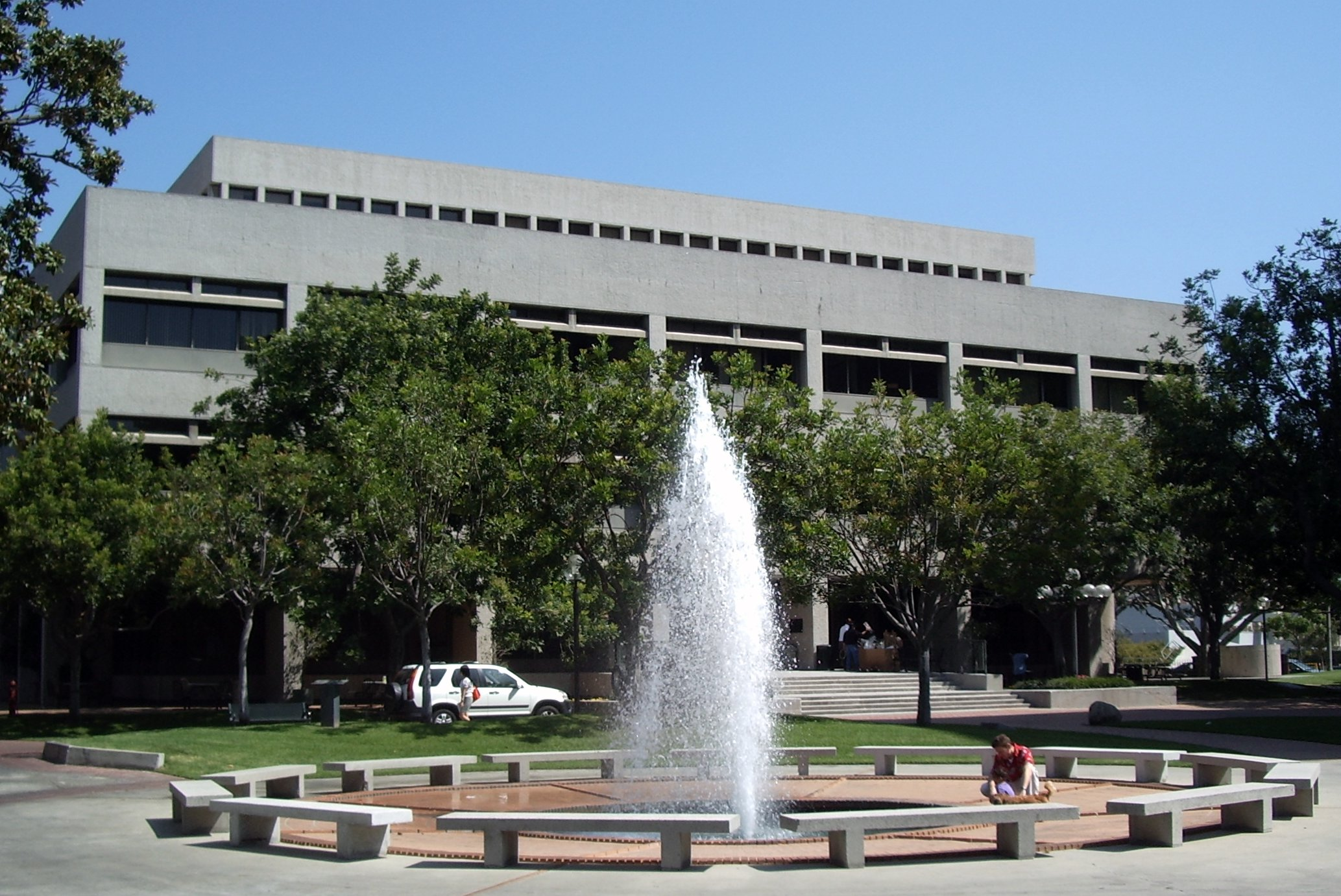
Tòa nhà của Trường Luật là một trong số ít các ví dụ về kiến trúc Brutalist trong khuôn viên chính.

USC là một trường đại học nghiên cứu lớn có vai trò trọng yếu. Chương trình giảng dạy đại học toàn thời gian bốn năm được phân loại là "cân bằng giữa nghệ thuật & khoa học và giảng dạy nghề."
Trường có 95 chuyên ngành đại học và 147 chuyên ngành phụ. Chương trình sau đại học của trường được phân loại là "toàn diện" và cung cấp 134 bằng thạc sĩ, tiến sĩ và chuyên nghiệp thông qua 17 trường chuyên ngành.
USC được công nhận bởi Hiệp hội các trường đại học và cao đẳng Phương Tây. Trường cũng được bầu vào Hiệp hội các trường đại học Hoa Kỳ năm 1969. Các khoa học thuật của USC thuộc các ngành khoa học và nghệ thuật tự do được giảng dạy tại Trường Khoa học, Nghệ thuật và Văn ngữ Dana-David Dornsife dành cho sinh viên bậc đại học, Trường sau đại học dành cho sinh viên bậc trên đại học, hoặc một trong 18 Trường chuyên ngành.
USC hiện có 9 người đoạt giải Nobel, 12 học giả Marshall, 11 học giả Rhodes, 6 học giả MacArthur, 181 học giả Fulbright, một người chiến thắng giải thưởng Turing, 3 người giành được Huy chương Nghệ thuật Quốc gia, 1 người giành được Huân chương Nhân văn Quốc gia, 3 người đoạt Huân chương Khoa học Quốc gia và 3 người giành Huân chương Công nghệ và Sáng tạo Quốc gia trong số các cựu sinh viên và giảng viên.

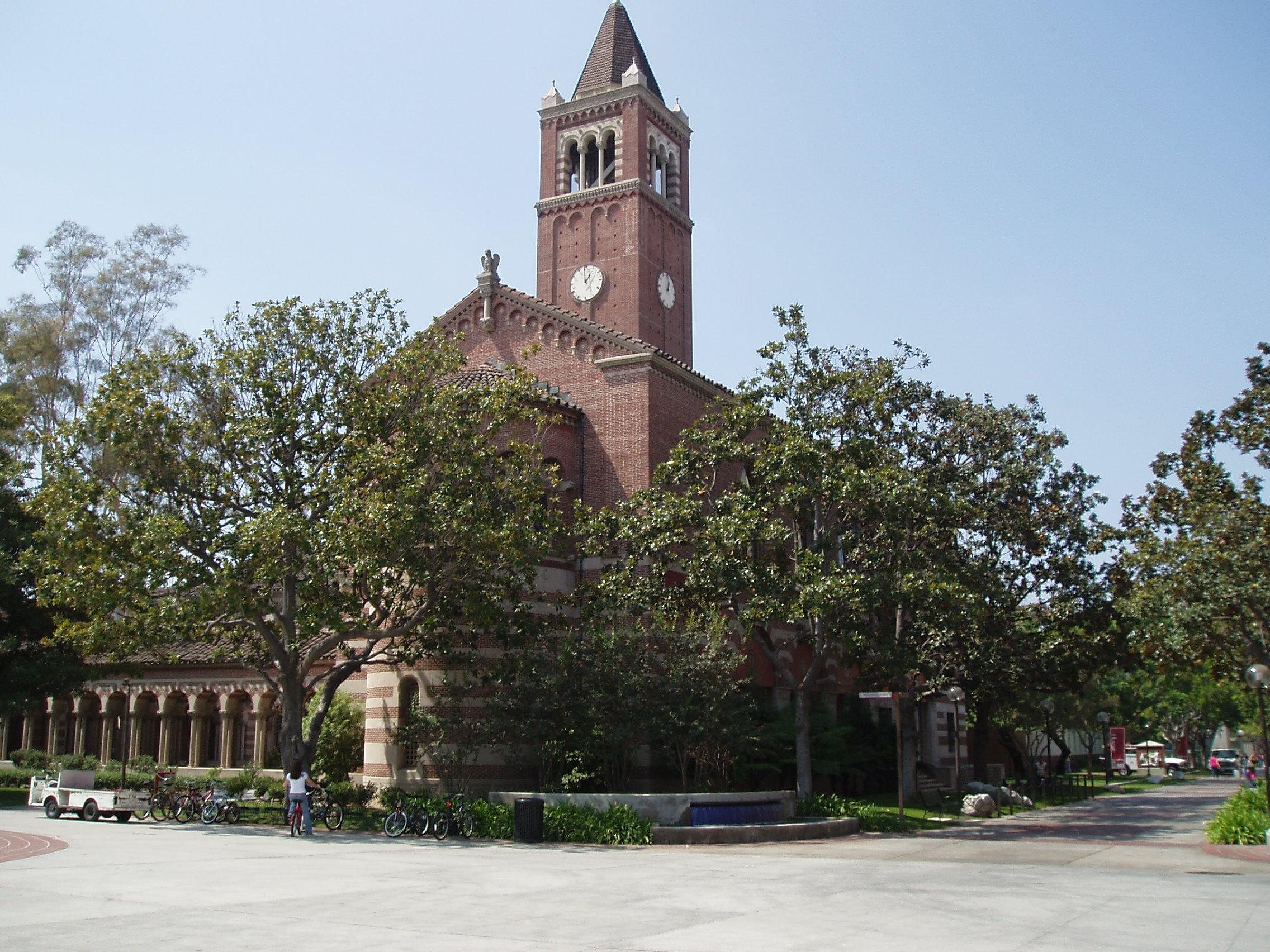
Hội trường Triết học Mudd

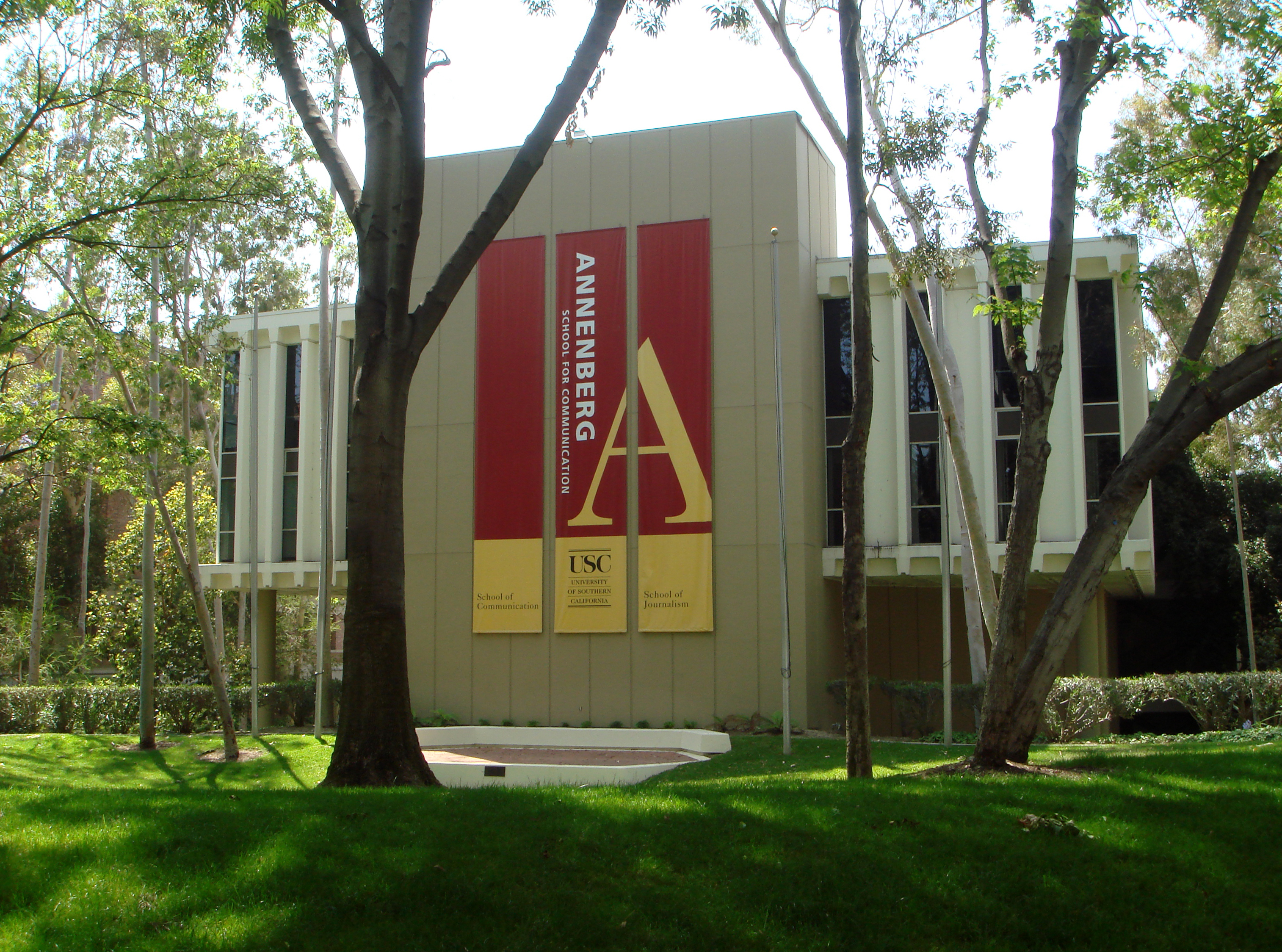
Trường Truyền thông & Báo chí Annenberg

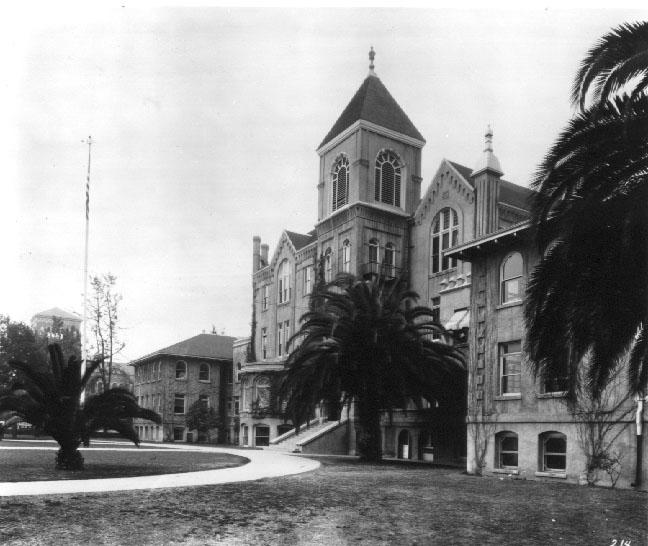
Thư viện thực sự đầu tiên được đặt trong Tòa nhà Cao đẳng Nghệ thuật Tự do ("Trường Cao đẳng Cũ"), được khai trương vào năm 1887 và được thiết kế để chứa toàn bộ sinh viên Đại học USC. Hai cánh đã được thêm vào tòa nhà ban đầu vào năm 1905.

### Xếp hạng
USC được xếp hạng thứ 19 trong số các Viện Đại học trên toàn Hoa Kỳ theo bảng xếp hạng năm 2021 của Thời đại Giáo dục. US News & World Report xếp trường này vào vị trí thứ 25 toàn quốc trong bảng xếp hạng thường niên năm 2022. Trong bảng xếp hạng Đại học tốt nhất Hoa Kỳ của Niche, USC đứng thứ 28 toàn quốc vào năm 2022 dựa trên học thuật và chất lượng cuộc sống sinh viên. USC được xếp hạng thứ 49 trên thế giới theo Xếp hạng học thuật của các trường đại học thế giới và thứ 13 trong số các trường đại học quốc gia bởi Trung tâm Đo lường Hiệu suất Đại học. USC đứng thứ 33 trong các trường đại học toàn quốc dựa trên dữ liệu từ College Factual.
Trong số 25 trường đại học hàng đầu, USC được US News & World Report xếp hạng là trường có sinh viên đa dạng về tầng lớp kinh tế thứ 4. Reuters xếp USC là trường đại học sáng tạo thứ 14 trên thế giới vào năm 2015, được đo bằng tác động thương mại toàn cầu và số bằng sáng chế được cấp. USC được xếp hạng thứ 15 trong bảng xếp hạng đầu tiên vào năm 2016 của Tạp chí Phố Wall/Thời đại Giáo dục trong số các Đại học Hoa Kỳ.
Năm 2016, USC được xếp hạng là "Top 10 Đại học trong mơ" của các phụ huynh và học sinh theo The Princeton Review.
USC đứng thứ 2 (sau Đại học Pennsylvania và xếp trên Viện Công nghệ Massachusetts) trong số "Các trường Đại học đào tạo Kinh doanh tốt nhất Hoa Kỳ" của Niche. Tờ Nước Mỹ Ngày nay đã xếp Trường Kinh doanh Marshall của USC đứng thứ 3 trong số các Trường kinh doanh trên cả nước tính đến năm 2015. Forbes cũng xếp hạng trường này này đứng thứ 3 trên toàn quốc trong việc tạo ra những sinh viên tốt nghiệp hài lòng nhất với công việc của họ.
Phóng viên Hollywood đã xếp Trường Nghệ thuật Điện ảnh của USC là trường điện ảnh số 1 tại Hoa Kỳ trong năm thứ ba liên tiếp vào năm 2014. Ngoài ra, Tờ Nước Mỹ Ngày nay cũng công nhận đây là trường điện ảnh số 1 tại Hoa Kỳ vào năm 2014. Phạm vi của các lớp học, cơ sở vật chất và sự gần gũi với ngành là những lý do chính cho sự xếp hạng này.
Bảng xếp hạng học thuật của các trường đại học thế giới năm 2015 đã xếp hạng các ngành khoa khoa học máy tính và khoa học kết hợp của USC đứng thứ 10 trên thế giới, khoa học xã hội thứ 31, và khoa kinh tế và kinh doanh thứ 29.

## Sinh viên
|                             | Học sinh | Tổng thể | Điều tra dân số Hoa Kỳ |
| --------------------------- | -------- | -------- | ---------------------- |
| Người Mỹ da trắng           | 30,7%    | 34%      | 63,0%                  |
| Người Mỹ gốc Phi            | 5,6%     | 5%       | 13,1%                  |
| Người Mỹ gốc Á              | 16,8%    | 18%      | 5,1%                   |
| Người Mỹ gốc Nam Mỹ La Tinh | 14,8%    | 13%      | 16,9%                  |
| Khác                        | 8,1%     | 7%       | 1,2%                   |
| Sinh viên Quốc tế           | 23,9%    | 24%      | (Không rõ)             |

USC có tổng số sinh viên khoảng 47.500 sinh viên, trong đó 20.000 sinh viên đang học đại học và 27.500 ở cấp độ sau đại học và chuyên nghiệp. Khoảng 53% sinh viên là nữ và 47% là nam.
USC hàng nằm cấp một số ít học bổng tài năng như Presidential, Trustee, Mork và Stamps với tính cạnh tranh rất cao, chỉ khoảng 5.5% số sinh viên nộp đơn xin học bổng được phỏng vấn xét duyệt để chọn ra một số lượng nhỏ học bổng từ bán phần đến toàn phần. Đây cũng là một trong số hiếm những Đại học xếp hạng top đầu tại Mỹ có trao tặng học bổng toàn phần và nửa phần dựa trên thành tích học tập (hầu hết các trường xếp cùng hạng chỉ cho hỗ trợ tài chính).